# مدخن الغليون متكئا على الطاولة

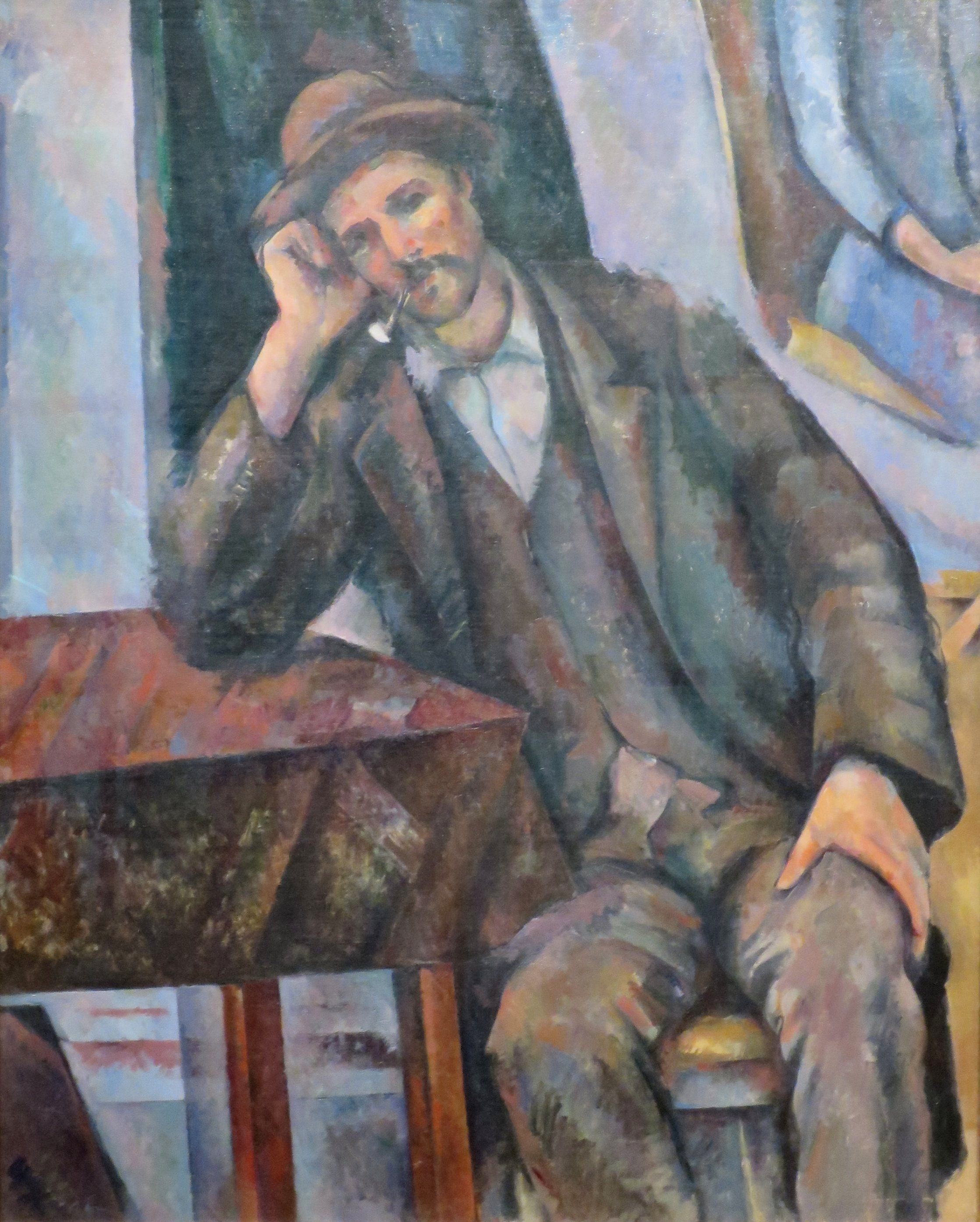
مدخن غليون متكئ على طاولة (1895-1900) لبول سيزان

مدخن الغليون متكئًا على طاولة (بالفرنسية: Le Fumeur de pipe accoudé) هي لوحة زيتية على قماش أنجزها الرسام بول سيزان بين عامي 1895 و1900. تُعرض هذه التحفة الفنية حاليًا في متحف بوشكين للفنون الجميلة في موسكو، وهي تجسد براعة سيزان في تصوير الشخصيات بأسلوبه الفريد الذي يجمع بين الواقعية والتجريد بأسلوب ما بعد الانطباعية.
تصوّر اللوحة أحد الفلاحين (على الأرجح بولين بوليت) وهو يدخن غليونًا من الطين بينما يتكئ على طاولة في "جاس دي بوفان"، وهو العقار العائلي للرسام. يظهر على الجانب الأيمن جزء من عمل آخر للرسام بعنوان "امرأة مع إبريق قهوة" (Woman with a Cafetière) والمحفوظ في متحف أورسيه. عاد الرسام إلى هذا الموضوع عدة مرات، كان أبرزها في لوحة "مدخن الغليون" (The Pipe Smoker) المحفوظة في متحف هيرميتاج.
كان العمل جزءًا من مجموعة سيرجي شتشوكين، حيث اشتراه من أمبرواز فولارد في عام 1913. تمت مصادرة مجموعة شتشوكين بالكامل من قبل الدولة السوفيتية في ربيع عام 1918، وتم تخصيص "مدخن الغليون" في البداية لمتحف الفن الغربي الحديث في موسكو، قبل أن ينتقل إلى موقعه الحالي في عام 1948.
ظهرت اللوحة في معارض مؤقتة في موسكو عام 1926  و1955، ومرتين في لينينغراد عام 1956، بما في ذلك معرض مخصص لأعمال سيزان. عُرضت اللوحة لاحقًا في بوردو عام 1965، وفي باريس في شتاء 1965-1966، وأخيرًا في أوساكا عام 1970.

## فهرس
- باللغة الروسية Кат. собр. С. Щукина [Catalogue of the Shchukin Collection] 1913, n° 205, pp. 46–47
- باللغة الفرنسية Bernard Dorival, Cézanne, Paris, éd. Tisné, coll. Prométhée, 1948, p. 61 illustr.

## روابط خارجية
- باللغة الروسية "French painting at the Pushkin Museum".